# Sandakan Jubilee Memorial Clock

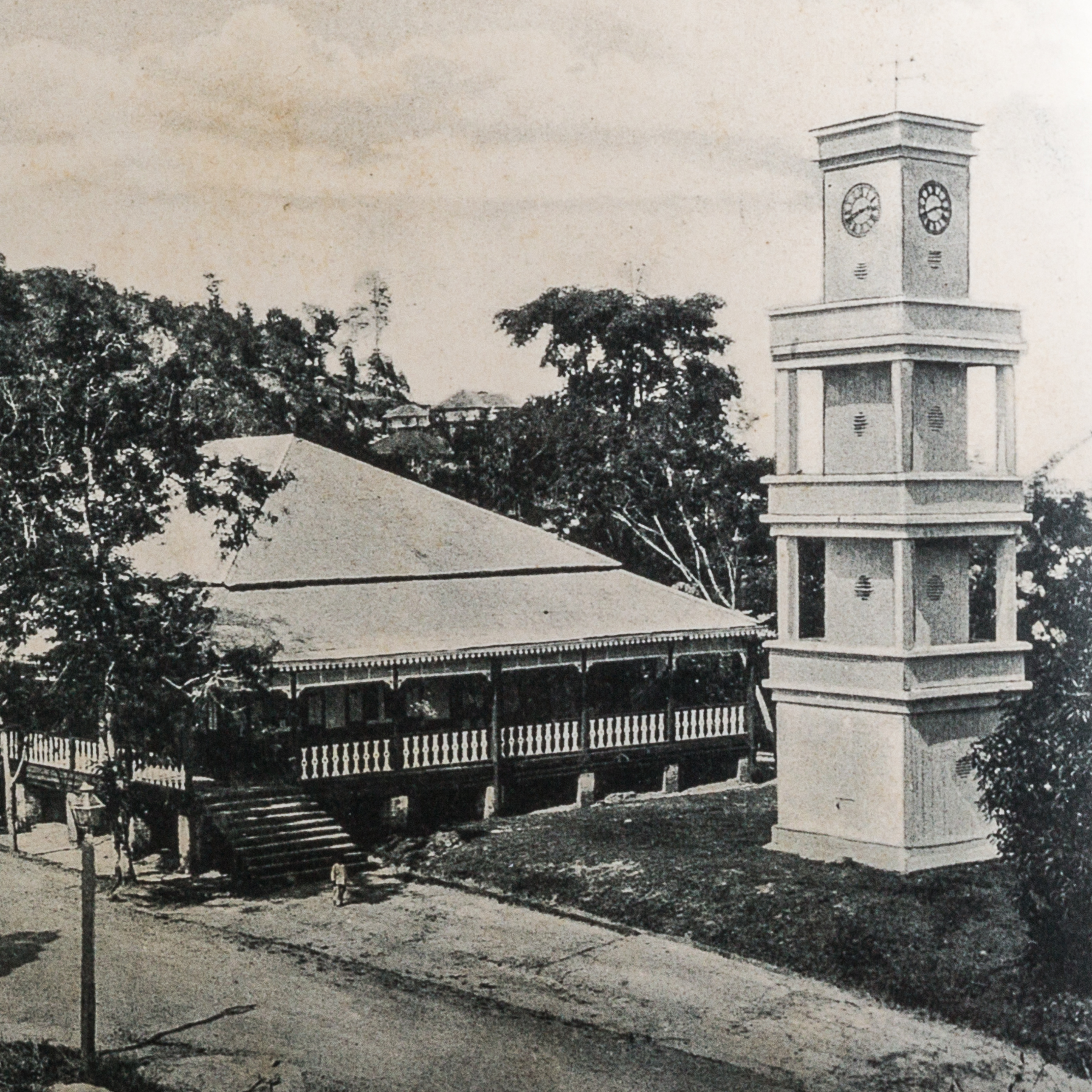
Jubilee Clock Tower vor dem Regierungsgebäude

Die Sandakan Jubilee Memorial Clock war ein Uhrenturm in der Stadt Sandakan in Britisch-Nordborneo, der an das Goldene Thronjubiläum von Queen Viktoria im Jahr 1887 erinnern sollte. Der Uhrenturm wurde jedoch erst zum diamantenen Jubiläum 1897 fertiggestellt. Das Bauwerk, das auch unter dem Namen Sandakan Clock Tower bekannt war, wurde im Zweiten Weltkrieg restlos zerstört.

## Geschichte
Am 21. März 1887 lud der Gouverneur von Britisch-Nordborneo, William Hood Treacher, verschiedene Repräsentanten des öffentlichen Lebens zu einer Treffen ein, um den Beitrag des Landes zum Goldenen Thronjubiläum Königin Viktorias zu erörtern.
Die 38 Mitglieder dieses Komitees – bestehend aus 9 chinesischen Geschäftsleuten und Händlern, 13 einheimischen Imanen, Mekkapilgern und Häuptlingen sowie 16 Europäern verschiedener Regierungsstellen und Geschäftshäusern – trafen sich am 19. April 1887 und beschlossen unter anderem die Errichtung des "British North Borneo Museum". Bis zum 60-jährigen Kronjubiläum, das am 20. Juni 1887 mit großem Pomp begangen wurde, wurden 800 Straits-Dollar für dieses "Jubilee Memorial" gesammelt.
Es zeigte sich jedoch, dass diese Summe bei weitem nicht für den Bau eines Museums ausreichte, so dass der Gouverneur schließlich am 12. November 1887 als Alternative die Errichtung eines Turmes mit einer öffentlichen Uhr vorschlug.

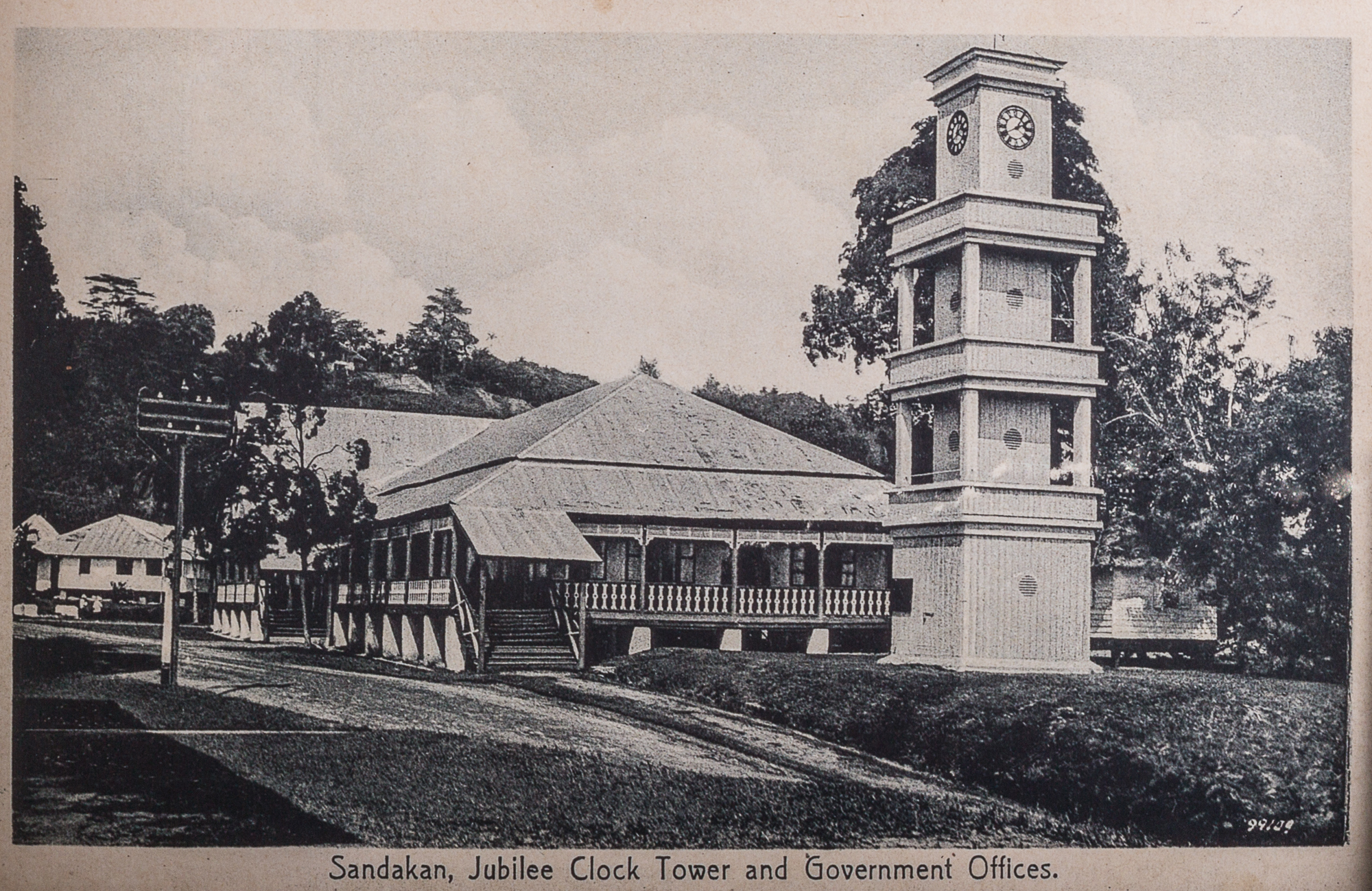
Jubilee Clock Tower und Government Offices

Im August 1888 wurde bekannt gegeben, dass die Jubilee Clock als Turmuhr mit vier Zifferblättern von 1,20 m Durchmesser errichtet werden sollte. Die Uhren sollten mit einem opalglas-belegten Rahmen versehen werden. Die Ziffern und Minutenstriche sollten schwarz mit vergoldeten Ringen ausgeführt werden. Für die Stundenschläge war eine zwei Zentner schwere Glocke vorgesehen. Eine Widmung auf dem Turm sollte an die Regierungszeit der Königin erinnern.
Als Aufstellungsort einigte man sich am 7. September 1888 auf einen Platz nahe der Werft in direkter Nachbarschaft zum Zollhaus.
Für eine lange Zeit wurde es nun wieder ruhig um dieses Projekt und die Bürger Sandakans mussten sich hinsichtlich der Uhrzeit auf den weithin hörbaren Schuss der Mittagskanone von Fort Pryer verlassen. Zwar war bereits im Jahr 1888 die Turmglocke in Sandakan eingetroffen, von einem Uhrenturm und einem Uhrwerk hingegen keine Spur.
Erst 1895 wurde das Thema wieder aufgegriffen. In einer öffentlichen Versammlung am 8. April wurde beschlossen, dass die Uhr vorübergehend auf einem freien Platz neben dem Büro des Gouverneurs und später dauerhaft am Barn Hill aufgebaut werden sollte.
Dr. Dennys gelang es, bis zum ersten Juli 1895 der über mehrere Lagerräume der Regierung verstreuten Einzelteile des Uhrwerks habhaft zu werden und diese zu einer funktionsfähigen Einheit zusammenzufügen. Da es sich zeigte, dass die Planierungsarbeiten am Barn Hill aufwändiger als geplant wären, einigte man sich am 18. Juni 1896 darauf, den Uhrenturm neben dem Governors Office zu errichten.
Im Februar 1897 begann die Errichtung des Turmes aus Belian (Eusideroxylon zwageri) nach Plänen von Charles Crakanthorpe von der China Borneo Company, die im Übrigen unter ihrem Geschäftsführer Walter G. Darby auch für die Bauausführung verantwortlich war. Im Mai war der bauliche Teil des Uhrenturms fertig und der Einbau des Uhrwerks begann.
Am 5. Juli 1897 – zehn Jahre nach dem Goldenen Thronjubiläum aber immerhin rechtzeitig für das Diamantene Jubiläum – wurde die Sandakan Jubilee Memorial Clock feierlich von Mrs. Beaufort, der Frau des Gouverneurs, ihrer Bestimmung übergeben.
In der Folgezeit zeigte sich allerdings, dass das Uhrwerk ein Hort technischer Probleme war. Ungenauigkeiten in der Anzeige der Uhrzeit machten ständige Justierarbeiten erforderlich;. die Uhr selbst wurde das Ziel öffentlichen Spotts. In der Ausgabe des British North Borneo Herald vom 16. Januar 1899 schrieb der Chefredakteur:

“The Jubilee Clock faces have evidently quarelled amongst themselves, two dials differing from the other two by then minutes, much to the bewilderment of the natives. There is, however, an advantage to the clerical staff. They can come by the slow one, and leave by the fast one.”

„Die Jubiläumsuhr liegt offenbar mit sich selber im Streit, zwei Zifferblätter weichen von den anderen beiden um 10 Minuten voneinander ab, sehr zum Befremden der Eingeborenen. Anderseits hat es aber für die Büroangestellten auch Vorteile. Sie können mit dem langsameren Zifferblatt die Arbeit beginnen und mit dem schnelleren Feierabend machen.“

1905 wurde berichtet, dass der Tagelöhner, der mit dem Aufziehen der Uhr betraut war, am Uhrwerk herumdokterte und dabei die Uhrgewichte zu Fall brachte, die wiederum das Ankerrad zerstörten. Für eine kurze Zeit wurde deshalb die Zeit in Sandakan durch einen Gong angezeigt, der von Hand geschlagen wurde. Nach zwei Wochen war das Uhrwerk jedoch repariert und die Bürger wurden wieder mit einer ungenauen Uhrzeit versorgt. Auch die Ausstattung mit einem neuen Uhrwerk im Frühjahr 1911 brachte keine Besserung. Die altbekannten Probleme hielten an und fanden auch noch im Jahr 1939 Erwähnung im British North Borneo Herald.
Die Sandakan Jubilee Memorial Clock fiel schließlich der Bombardierung Sandakans am Ende des Zweiten Weltkriegs zum Opfer; die Überreste gingen zusammen mit der Stadt in Flammen auf, als die Japaner auf ihrem Rückzug die Stadt in Brand setzten.